# The Vintage of Fate

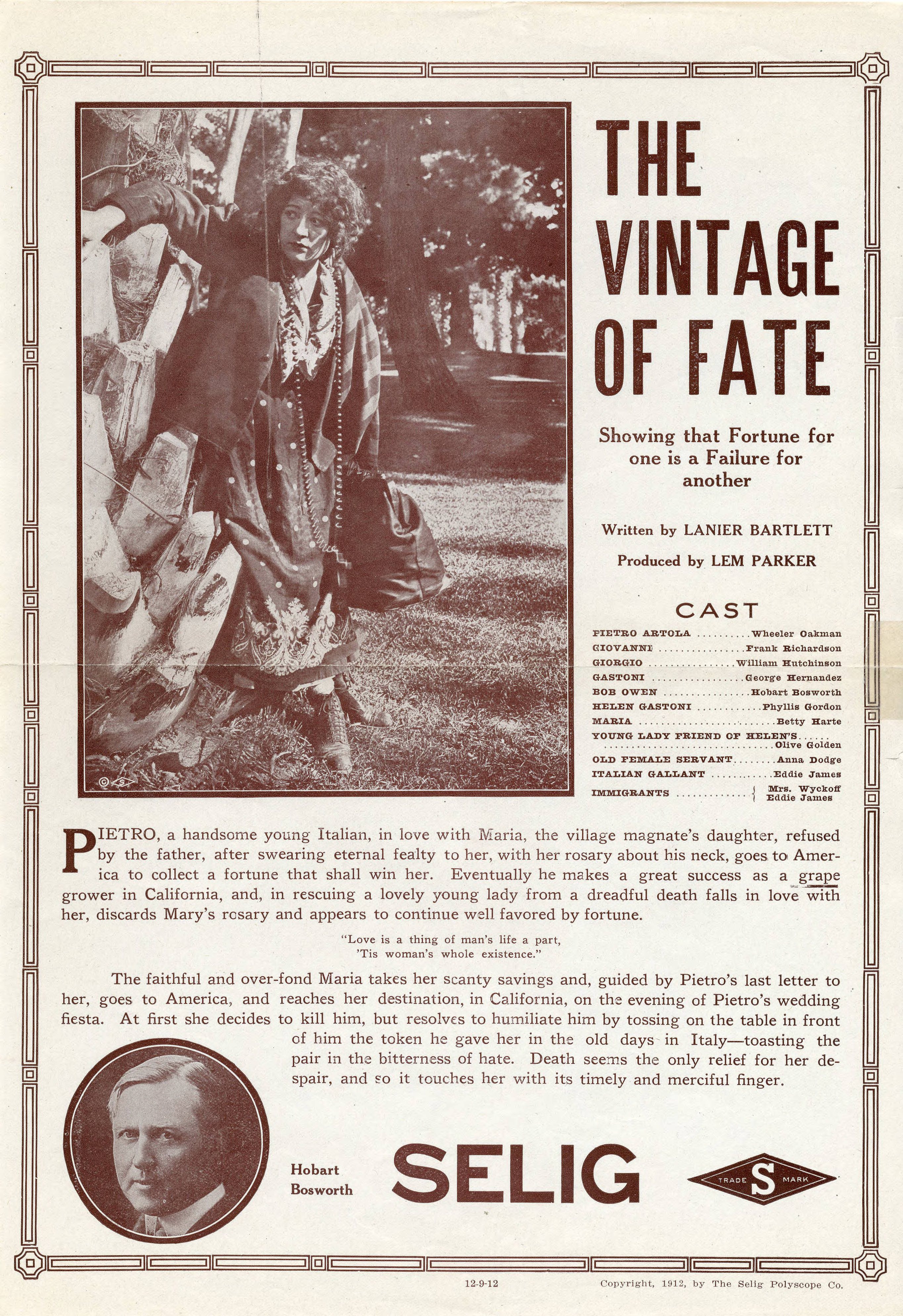
Flyer du film

The Vintage of Fate est un film muet américain réalisé par Lem B. Parker et sorti en 1912.

## Fiche technique
- Réalisation : Lem B. Parker
- Scénario : Lanier Bartlett
- Production : William Selig
- Date de sortie : États-Unis : 9 décembre 1912

## Distribution
- Wheeler Oakman : Pietro
- Frank Richardson
- William Hutchinson
- George Hernandez
- Hobart Bosworth
- Phyllis Gordon : Helen
- Betty Harte
- Olive Carey
- Anna Dodge
- Eddie James
- Jessie Wyckoff
- Eugenie Besserer